# Comuna Ștefan Vodă, Călărași
Ștefan Vodă este o comună în județul Călărași, Muntenia, România, formată numai din satul de reședință cu același nume.

## Așezare
Comuna se află în centrul județului și este traversată de șoseaua națională DN21, care leagă Călărașiul de Slobozia. Prin comună trece și calea ferată Slobozia-Călărași, pe care este deservită de stația Ștefan Vodă.

## Demografie
Componența etnică a comunei Ștefan Vodă
     Români (94,27%)
     Alte etnii (0,09%)
     Necunoscută (5,64%)
Componența confesională a comunei Ștefan Vodă
     Ortodocși (92,84%)
     Alte religii (0,67%)
     Necunoscută (6,49%)
Conform recensământului efectuat în 2021, populația comunei Ștefan Vodă se ridică la 2.235 de locuitori, în scădere față de recensământul anterior din 2011, când fuseseră înregistrați 2.270 de locuitori. Majoritatea locuitorilor sunt români (94,27%), iar pentru 5,64% nu se cunoaște apartenența etnică. Din punct de vedere confesional, majoritatea locuitorilor sunt ortodocși (92,84%), iar pentru 6,49% nu se cunoaște apartenența confesională.

## Politică și administrație
Comuna Ștefan Vodă este administrată de un primar și un consiliu local compus din 11 consilieri. Primarul, George Avram[*], de la Partidul Național Liberal, este în funcție din 1996. Începând cu alegerile locale din 2024, consiliul local are următoarea componență pe partide politice:
|  | Partid                          | Consilieri | Componența Consiliului | Componența Consiliului | Componența Consiliului | Componența Consiliului | Componența Consiliului | Componența Consiliului | Componența Consiliului | Componența Consiliului |
|  | ------------------------------- | ---------- | ---------------------- | ---------------------- | ---------------------- | ---------------------- | ---------------------- | ---------------------- | ---------------------- | ---------------------- |
|  | Partidul Social Democrat        | 8          |                        |                        |                        |                        |                        |                        |                        |                        |
|  | Partidul Național Liberal       | 2          |                        |                        |                        |                        |                        |                        |                        |                        |
|  | Alianța pentru Unirea Românilor | 1          |                        |                        |                        |                        |                        |                        |                        |                        |

## Istorie
La sfârșitul secolului al XIX-lea, teritoriul actual al comunei făcea parte din comuna Călărașii Vechi, iar satul tocmai apăruse în jurul stației de cale ferată „Siliștea”, având numele de „Gara-Siliștea”. Anuarul Socec din 1925 consemnează însă deja comuna ca fiind înființată, cu numele de Ștefan Vodă, având 1808 locuitori și aparținând plășii Ciocănești din județul Ialomița.
În 1950, comuna a fost arondată raionului Călărași din regiunea Ialomița și apoi (după 1952) din regiunea București. În 1968, a revenit la județul Ialomița, reînființat. În 1981, o reorganizare administrativă regională a dus la transferarea comunei la județul Călărași.